# Кобелскілл (селище, Нью-Йорк)
Кобелскілл (англ. Cobleskill) — селище (англ. village) в США, в окрузі Скогарі штату Нью-Йорк. Населення — 4173 особи (2020).

## Географія
Кобелскілл розташований за координатами 42°40′44″ пн. ш. 74°29′7″ зх. д. / 42.67889° пн. ш. 74.48528° зх. д. (42.679002, -74.485234).  За даними Бюро перепису населення США в 2010 році селище мало площу 9,26 км², з яких 9,25 км² — суходіл та 0,01 км² — водойми.

## Демографія
Згідно з переписом 2010 року, у селищі мешкало 4678 осіб у 1627 домогосподарствах у складі 774 родин. Густота населення становила 505 осіб/км².  Було 1808 помешкань (195/км²).
Расовий склад населення:
| - 90,2 % — білих - 4,2 % — чорних або афроамериканців - 1,9 % — азіатів - 0,3 % — корінних американців - 1,4 % — осіб інших рас |

До двох чи більше рас належало 1,9 %. Частка іспаномовних становила 4,7 % від усіх жителів.
За віковим діапазоном населення розподілялося таким чином: 13,6 % — особи молодші 18 років, 72,7 % — особи у віці 18—64 років, 13,7 % — особи у віці 65 років та старші. Медіана віку мешканця становила 24,5 року. На 100 осіб жіночої статі у селищі припадало 93,0 чоловіків;  на 100 жінок у віці від 18 років та старших — 91,8 чоловіків також старших 18 років.
Середній дохід на одне домашнє господарство  становив 56 721 долар США (медіана — 36 824), а середній дохід на одну сім'ю — 85 149 доларів (медіана — 62 083). Медіана доходів становила 33 500 доларів для чоловіків та 37 200 доларів для жінок. За межею бідності перебувало 21,2 % осіб, у тому числі 33,5 % дітей у віці до 18 років та 17,0 % осіб у віці 65 років та старших.
Цивільне працевлаштоване населення становило 1958 осіб. Основні галузі зайнятості: освіта, охорона здоров'я та соціальна допомога — 35,7 %, мистецтво, розваги та відпочинок — 13,9 %, роздрібна торгівля — 12,5 %.